# Northern Maine Seaport Railroad
Die Northern Maine Seaport Railroad (NMSRR) ist eine ehemalige Eisenbahngesellschaft in Maine (Vereinigte Staaten). Sie wurde am 1. Dezember 1904 gegründet und betrieb eine 86,6 Kilometer lange normalspurige Eisenbahnstrecke von South Lagrange nach Searsport sowie einen Abzweig nach Cape Jellison. Beide Strecken wurden 1905 eröffnet.

## Geschichte
Die Gesellschaft wurde am 7. Juli 1907 von der Bangor and Aroostook Railroad für 999 Jahre gepachtet und schließlich 1919 gekauft. Der Abzweig nach Cape Jellison ist nicht mehr in Betrieb. Die übrige Strecke gehört seit 2003 der Montreal, Maine and Atlantic Railway.